# Deborah van Daelen
Deborah van Daelen (Zwolle, 24 marzo 1989) è un'ex pallavolista olandese, di ruolo opposto.

## Carriera

### Club
La carriera di Deborah van Daelen inizia nella stagione 2007-08 quando entra a far parte del Weert, nell'A-League neerlandese: resta legata al club per quattro stagioni, vincendo nell'annata 2010-11 sia il campionato che la coppa nazionale.
Nella stagione 2011-12 si trasferisce al Venelles, nella Ligue A francese, mentre nella stagione successiva veste la maglia del VC Stoccarda, nella 1. Bundesliga tedesca, dopo resta fino alla metà dell'annata 2013-14, in cui il club viene rinominato MTV Stoccarda, prima di essere ceduta alla squadra italiana della Savino Del Bene di Scandicci, in Serie A2 per concludere il campionato.
Dopo una stagione di inattività a causa di un infortunio alla spalla, nel campionato 2015-16 torna a difendere i colori del club di Stoccarda, aggiudicandosi la Supercoppa tedesca 2016, la Coppa di Germania 2016-17 e il campionato 2018-19, al termine del quale annuncia il proprio ritiro dall'attività agonistica.

### Nazionale
Nel 2008 viene convocata per la prima volta in nazionale olandese.

## Palmarès

### Club
- Campionato olandese: 1

2010-11
- Campionato tedesco: 1

2018-19
- Coppa dei Paesi Bassi: 1

2010-11
- Coppa di Germania: 1

2016-17
- Supercoppa tedesca: 1

2016